# Bayram Özdemir
Bayram Özdemir (ur. 1 stycznia 1976) – turecki zapaśnik w stylu klasycznym. Olimpijczyk z Atlanty 1996, gdzie zajął dziesiąte miejsce w kategorii 48 kg.
Siódmy w mistrzostwach świata w 1995. Zdobył złoty medal w mistrzostwach Europy w 2004 i brązowy w 2005. Pierwszy w Pucharze Świata w 2006; drugi w 2001; szósty w 2002 i 2003; czternasty w 2011. Wojskowy mistrz świata w 2003 i 2006. Uniwersytecki mistrz świata w 1998 i trzeci w 2000 roku.